# Trycherus fasciatus
Trycherus fasciatus es una especie de coleóptero de la familia Endomychidae.

## Distribución geográfica
Habita en el Congo.